# André Jolivet
Étienne André Jolivet (phát âm tiếng Pháp: [ɑ̃dʁe ʒɔlivɛ], 8 tháng 8 năm 1905 – 20 tháng 12 năm 1974) là nhà soạn nhạc, nhạc trưởng người Pháp.

## Cuộc đời và sự nghiệp
André Jolivet sinh năm 1905 tại thủ đô Paris họa lệ của Pháp. Ông là học trò của Paul Le Flem và Edgard Varèse. Jolivet là thành viên của nhóm sáng tác Nước Pháp trẻ. Từ năm 1945, ông trở thành nhạc trưởng của nhà hát Comédie Francais. Ông qua đời năm 1974 cũng tại Paris.

## Phong cách sáng tác
André Jolivet là một trong những người hăng hái tìm tòi các lối kết hợp âm thanh mới, sử dụng những nhạc cụ điện tử nhằm tạo ra một ngôn ngữ tổng hợp được âm nhạc Tây phương và Đông phương.

## Các tác phẩm
André Jolivet sáng tác vở opera Dolorès, hay điều kỳ diệu của người đàn bà xấu xí (1942); vở ballet Người đàn bà lạ mặt (1950) và nhiều vở khác; các tác phẩm cho dàn nhạc giao hưởng gồm tổ khúc Guignol và Pandore)(1943), ba bản giao hưởng (1953, 1959, 1964); các bản concerto cho piano (1950), 2 cho cello (1960, 1966), 2 cho kèn trumpet (1948, 1954), 2 cho sáo (1949), một bản cho hạc cầm (1952), một bản cho fagott (1954); các tác phẩm thính phòng, tiêu biểu có Serenade cho ngũ tấu kèn và các tác phẩm thanh nhạc, nhạc sân khấu.